# Gran Premio motociclistico d'Italia 1995
Il Gran Premio motociclistico d'Italia 1995 fu il sesto appuntamento del motomondiale 1995.
Si svolse l'11 giugno 1995 al circuito del Mugello e vide la vittoria di Mick Doohan nella classe 500, di Max Biaggi nella classe 250, di Haruchika Aoki nella classe 125, dell'equipaggio Paul Güdel-Charly Güdel nella classe sidecar e di Udo Mark nel Thunderbike Trophy.

## Classe 500

### Arrivati al traguardo
| Pos. | Nº | Pilota              | Squadra                  | Motocicletta  | Giri | Tempo     | Griglia | Punti |
| ---- | -- | ------------------- | ------------------------ | ------------- | ---- | --------- | ------- | ----- |
| 1º   | 1  | Mick Doohan         | Repsol Honda             | Honda         | 23   | 44:20.790 | 1       | 25    |
| 2º   | 4  | Daryl Beattie       | Lucky Strike Suzuki      | Suzuki        | 23   | +3.728    | 4       | 20    |
| 3º   | 5  | Alberto Puig        | Fortuna-Honda-Pons       | Honda         | 23   | +8.922    | 5       | 16    |
| 4º   | 7  | Shin'ichi Itō       | Repsol Honda             | Honda         | 23   | +14.436   | 2       | 13    |
| 5º   | 6  | Àlex Crivillé       | Repsol Honda             | Honda         | 23   | +16.310   | 7       | 11    |
| 6º   | 17 | Norifumi Abe        | Marlboro Team Roberts    | Yamaha        | 23   | +16.370   | 11      | 10    |
| 7º   | 9  | Alex Barros         | Barros-Kanemoto-Honda    | Honda         | 23   | +16.418   | 10      | 9     |
| 8º   | 13 | Loris Reggiani      | Aprilia Racing           | Aprilia       | 23   | +34.747   | 8       | 8     |
| 9º   | 65 | Loris Capirossi     | Marlboro Team Pileri     | Honda         | 23   | +40.914   | 6       | 7     |
| 10º  | 71 | Pierfrancesco Chili | Cagiva Corse             | Cagiva        | 23   | +54.732   | 3       | 6     |
| 11º  | 45 | Scott Russell       | Lucky Strike Suzuki      | Suzuki        | 23   | +1:00.252 | 13      | 5     |
| 12º  | 2  | Luca Cadalora       | Marlboro Team Roberts    | Yamaha        | 23   | +1:02.752 | 9       | 4     |
| 13º  | 11 | Bernard Garcia      | Team ROC                 | ROC Yamaha    | 23   | +1:03.344 | 17      | 3     |
| 14º  | 25 | Neil Hodgson        | World Champ. Motorsports | ROC Yamaha    | 23   | +1:26.947 | 12      | 2     |
| 15º  | 44 | Marc Garcia         | DR Team Shark            | ROC Yamaha    | 23   | +1:34.550 | 14      | 1     |
| 16º  | 19 | Juan Borja          | Roc N.R.J.               | ROC Yamaha    | 23   | +1:35.222 | 18      |       |
| 17º  | 14 | Adrian Bosshard     | Thommen Elf Racing       | ROC Yamaha    | 23   | +1:39.848 | 15      |       |
| 18º  | 69 | James Haydon        | Harris Grand Prix        | Harris Yamaha | 23   | +1:48.218 | 22      |       |
| 19º  | 18 | Laurent Naveau      | ROC Euroteam             | ROC Yamaha    | 23   | +1:56.204 | 20      |       |
| 20º  | 22 | Lucio Pedercini     | Team Pedercini           | ROC Yamaha    | 22   | +1 giro   | 21      |       |
| 21º  | 28 | Bruno Bonhuil       | M.T.D.                   | ROC Yamaha    | 22   | +1 giro   | 25      |       |
| 22º  | 24 | Scott Gray          | Starsport                | Harris Yamaha | 22   | +1 giro   | 27      |       |
| 23º  | 26 | Jim Filice          | Padgetts Racing          | Harris Yamaha | 22   | +1 giro   | 26      |       |

### Ritirati
| Nº | Pilota               | Squadra           | Motocicletta  | Giri | Griglia |
| -- | -------------------- | ----------------- | ------------- | ---- | ------- |
| 21 | Bernard Haenggeli    | Haenggeli Racing  | ROC Yamaha    | 13   | 28      |
| 10 | Jeremy McWilliams    | Team Millar       | Yamaha        | 7    | 16      |
| 8  | Sean Emmett          | Harris Grand Prix | Harris Yamaha | 4    | 29      |
| 20 | Cristiano Migliorati | Harris Grand Prix | Harris Yamaha | 3    | 19      |
| 51 | Jean Pierre Jeandat  | Jpj Paton         | Paton         | 2    | 23      |
| 23 | Eugene McManus       | Padgetts Racing   | Harris Yamaha | 2    | 24      |
| 27 | Andrew Stroud        | Team Marco Papa   | ROC Yamaha    | 2    | 30      |

### Non partito
| Nº | Pilota          | Squadra   | Motocicletta | Griglia |
| -- | --------------- | --------- | ------------ | ------- |
| 37 | Frédéric Protat | FP Racing | ROC Yamaha   | 31      |

### Non qualificato
| Nº | Pilota     | Squadra         | Motocicletta |
| -- | ---------- | --------------- | ------------ |
| 70 | Marco Papa | Team Marco Papa | Librenti     |

## Classe 250

Max Biaggi festeggia sul podio la vittoria nella gara della quarto di litro; alla sua destra, Valeria Marini.

### Arrivati al traguardo
| Pos. | Nº | Pilota                    | Squadra              | Motocicletta | Giri | Tempo     | Griglia | Punti |
| ---- | -- | ------------------------- | -------------------- | ------------ | ---- | --------- | ------- | ----- |
| 1º   | 1  | Max Biaggi                | Chesterfield Aprilia | Aprilia      | 21   | 41:06.276 | 1       | 25    |
| 2º   | 7  | Tetsuya Harada            | Marlboro Team Rainey | Yamaha       | 21   | +1.075    | 3       | 20    |
| 3º   | 34 | Marcellino Lucchi         | Aprilia Racing       | Aprilia      | 21   | +4.491    | 2       | 16    |
| 4º   | 28 | Ralf Waldmann             | HB Honda Germany     | Honda        | 21   | +9.814    | 8       | 13    |
| 5º   | 2  | Tadayuki Okada            | Team HRC             | Honda        | 21   | +9.863    | 5       | 11    |
| 6º   | 25 | Kenny Roberts Jr          | Marlboro Team Rainey | Yamaha       | 21   | +32.357   | 7       | 10    |
| 7º   | 10 | Nobuatsu Aoki             | Blumex Rheos Racing  | Honda        | 21   | +32.656   | 11      | 9     |
| 8º   | 16 | Patrick van den Goorbergh | Docshop Racing       | Aprilia      | 21   | +32.735   | 10      | 8     |
| 9º   | 6  | Jean-Philippe Ruggia      | Elf-Honda-Tech 3     | Honda        | 21   | +32.885   | 12      | 7     |
| 10º  | 13 | Eskil Suter               | Mohag Aprilia        | Aprilia      | 21   | +38.291   | 9       | 6     |
| 11º  | 12 | Carlos Checa              | Fortuna-Honda-Pons   | Honda        | 21   | +46.463   | 17      | 5     |
| 12º  | 30 | José Luis Cardoso         | PR2 Aprilia          | Aprilia      | 21   | +51.991   | 20      | 4     |
| 13º  | 18 | Roberto Locatelli         | Aprilia Racing       | Aprilia      | 21   | +52.076   | 4       | 3     |
| 14º  | 27 | Sadanori Hikita           | Maxell Team Global   | Honda        | 21   | +55.139   | 14      | 2     |
| 15º  | 29 | Jürgen Fuchs              | HB Honda Germany     | Honda        | 21   | +55.161   | 15      | 1     |
| 16º  | 19 | Olivier Jacque            | Elf-Honda-Tech 3     | Honda        | 21   | +1:01.455 | 24      |       |
| 17º  | 15 | Oliver Petrucciani        | Edo Racing           | Aprilia      | 21   | +1:15.373 | 21      |       |
| 18º  | 70 | Massimo Ottobre           | Team Italia          | Aprilia      | 21   | +1:26.087 | 16      |       |
| 19º  | 55 | Régis Laconi              | Equipe De France GP  | Honda        | 21   | +1:33.193 | 25      |       |
| 20º  | 71 | Luca Boscoscuro           | Racing Team M3       | Aprilia      | 21   | +1:52.349 | 23      |       |
| 21º  | 24 | Bernd Kassner             | Team Munich          | Aprilia      | 21   | +1:52.455 | 29      |       |
| 22º  | 21 | Gregorio Lavilla          | MX Onda-S.S.P. Comp. | Honda        | 21   | +1:52.512 | 28      |       |

### Ritirati
| Nº | Pilota                   | Squadra              | Motocicletta | Giri | Griglia |
| -- | ------------------------ | -------------------- | ------------ | ---- | ------- |
| 22 | Adolf Stadler            | Veitinger            | Aprilia      | 17   | 22      |
| 17 | Jurgen van den Goorbergh | Maxell Team Global   | Honda        | 13   | 13      |
| 23 | Luis Maurel              | Maurel Competicion   | Honda        | 9    | 27      |
| 32 | Pere Riba                | Bjc Racing           | Aprilia      | 7    | 32      |
| 31 | Miguel Angel Castilla    | Troll 10x10 Repsol   | Yamaha       | 4    | 31      |
| 39 | Alessandro Gramigni      | Pileri Sportswear    | Honda        | 3    | 18      |
| 8  | Jean-Michel Bayle        | Chesterfield Aprilia | Aprilia      | 1    | 6       |
| 5  | Niall Mackenzie          | Docshop Racing       | Aprilia      | 0    | 26      |

### Non partiti
| Nº | Pilota            | Squadra              | Motocicletta | Griglia |
| -- | ----------------- | -------------------- | ------------ | ------- |
| 9  | Luis d'Antín      | MX Onda-S.S.P. Comp. | Honda        | 19      |
| 26 | Davide Bulega     | Givi Racing          | Honda        | 30      |
| 3  | Takeshi Tsujimura | Fcc Technical Sports | Honda        |         |
| 4  | Doriano Romboni   | Honda Team Agostini  | Honda        |         |

## Classe 125

Aoki, vincitore del GP della classe 125, in una fase di gara

### Arrivati al traguardo
| Pos. | Nº | Pilota               | Squadra                | Motocicletta | Giri | Tempo     | Griglia | Punti |
| ---- | -- | -------------------- | ---------------------- | ------------ | ---- | --------- | ------- | ----- |
| 1º   | 12 | Haruchika Aoki       | Blumex Rheos Racing    | Honda        | 20   | 41:24.470 | 2       | 25    |
| 2º   | 7  | Stefano Perugini     | Ipa Aprilia            | Aprilia      | 20   | +0.004    | 3       | 20    |
| 3º   | 8  | Masaki Tokudome      | Ditter Plastic         | Aprilia      | 20   | +0.171    | 7       | 16    |
| 4º   | 5  | Peter Öttl           | Marlboro-Aprilia-Eckl  | Aprilia      | 20   | +0.240    | 5       | 13    |
| 5º   | 1  | Kazuto Sakata        | Krona-Aprilia          | Aprilia      | 20   | +0.359    | 1       | 11    |
| 6º   | 20 | Tomomi Manako        | Fcc Technical Sports   | Honda        | 20   | +7.345    | 12      | 10    |
| 7º   | 14 | Akira Saito          | Docshop Racing         | Honda        | 20   | +23.809   | 8       | 9     |
| 8º   | 19 | Yoshiaki Katō        | Aspar Cepsa            | Yamaha       | 20   | +24.060   | 11      | 8     |
| 9º   | 37 | Ken Miyasaka         | Jha Racing             | Honda        | 20   | +24.070   | 18      | 7     |
| 10º  | 23 | Manfred Geissler     | Marlboro-Aprilia-Eckl  | Aprilia      | 20   | +25.185   | 20      | 6     |
| 11º  | 9  | Hideyuki Nakajō      | Jha Racing             | Honda        | 20   | +25.866   | 13      | 5     |
| 12º  | 17 | Gianluigi Scalvini   | Ipa Aprilia            | Aprilia      | 20   | +26.794   | 17      | 4     |
| 13º  | 22 | Andrea Ballerini     | Krona-Aprilia          | Aprilia      | 20   | +27.404   | 19      | 3     |
| 14º  | 28 | Takehiro Yamamoto    | Moto Bum Team Harc Pro | Honda        | 20   | +40.080   | 23      | 2     |
| 15º  | 63 | Josep Sarda          | Europa Zwafink         | Honda        | 20   | +51.158   | 16      | 1     |
| 16º  | 21 | Tomoko Igata         | Fcc Technical Sports   | Honda        | 20   | +1:06.718 | 30      |       |
| 17º  | 11 | Stefan Prein         | Energizer Elf/Prein    | Honda        | 20   | +1:09.853 | 21      |       |
| 18º  | 29 | Yoshiyuki Sugai      | Racing Supply          | Honda        | 20   | +1:10.178 | 28      |       |
| 19º  | 24 | Gabriele Debbia      | Debbia Team Semprucci  | Yamaha       | 20   | +1:10.183 | 22      |       |
| 20º  | 70 | Cristian Caliumi     | Team GMR               | Aprilia      | 20   | +1:10.250 | 27      |       |
| 21º  | 72 | Stefano Cruciani     |                        | Honda        | 20   | +1:10.270 | 32      |       |
| 22º  | 71 | Stefano Giannecchini | Team RPM               | Aprilia      | 20   | +1:36.364 | 26      |       |
| 23º  | 27 | Ivan Cremonini       | Scot-San Patrignano    | Honda        | 19   | +1 giro   | 34      |       |
| 24º  | 32 | Hiroyuki Kikuchi     | Elf Team Kepla         | Honda        | 19   | +1 giro   | 25      |       |

### Ritirati
| Nº | Pilota            | Squadra               | Motocicletta | Giri | Griglia |
| -- | ----------------- | --------------------- | ------------ | ---- | ------- |
| 2  | Noboru Ueda       | Givi Racing           | Honda        | 19   | 6       |
| 15 | Loek Bodelier     | LB Racing             | Aprilia      | 18   | 24      |
| 4  | Dirk Raudies      | HB Team Raudies       | Honda        | 14   | 9       |
| 10 | Herri Torrontegui | Pit Lane Racing       | Honda        | 11   | 10      |
| 26 | Emilio Alzamora   | Scot-San Patrignano   | Honda        | 4    | 4       |
| 18 | Oliver Koch       | Ditter Plastic        | Aprilia      | 3    | 15      |
| 31 | Stefan Kurfiss    | Scott-Attac!          | Aprilia      | 3    | 31      |
| 25 | Vittorio Lopez    | Scuderia Alfa Ducados | Aprilia      | 0    | 29      |

### Non partito
| Nº | Pilota         | Squadra       | Motocicletta | Griglia |
| -- | -------------- | ------------- | ------------ | ------- |
| 6  | Jorge Martínez | Aspar Cepsa   | Yamaha       | 14      |
| 73 | Igor Antonelli | Team Sandroni | Aprilia      | 33      |

## Classe sidecar
Nella seconda gara stagionale dei sidecar l'equipaggio dei fratelli Paul-Charly Güdel si impone dopo un duello con Darren Dixon-Andy Hetherington; per gli svizzeri è il ritorno alla vittoria, che mancava dal GP d'Ungheria 1990. Si ritirano invece per problemi meccanici Rolf Biland-Kurt Waltisperg, che partivano dalla pole position.
In classifica Dixon conduce con 45 punti, davanti ad Abbott a 31 e a Güdel a 25. 

### Arrivati al traguardo (posizioni a punti)[2]
| Pos. | Pilota             | Passeggero              | Moto          | Giri | Tempo     | Punti |
| ---- | ------------------ | ----------------------- | ------------- | ---- | --------- | ----- |
| 1º   | Paul Güdel         | Charly Güdel            | LCR-BRM       | 20   | 45'43"874 | 25    |
| 2º   | Darren Dixon       | Andy Hetherington       | Windle-ADM    | 20   | +0"206    | 20    |
| 3º   | Klaus Klaffenböck  | Christian Parzer        | Windle-BRM    | 20   | +9"616    | 16    |
| 4º   | Derek Brindley     | Paul Hutchinson         | LCR-Honda     | 20   | +12"276   | 13    |
| 5º   | Steve Abbott       | Julian Tailford         | Windle-ADM    | 20   | +12"280   | 11    |
| 6º   | Barry Brindley     | Scott Whiteside         | LCR-Yamaha    |      |           | 10    |
| 7º   | Billy Gällros      | Peter Berglund          | LCR-NGK       |      |           | 9     |
| 8º   | Benny Janssen      | Frans Geurts van Kessel | LCR-Honda     |      |           | 8     |
| 9º   | Markus Schlosser   | Adolf Hänni             | LCR-ADM       |      |           | 7     |
| 10º  | Jukka Lauslehto    | Hannu Metsäranta        | LCR-ADM       |      |           | 6     |
| 11º  | Ian Wilford        | Mick Wynn               | LCR-Honda     |      |           | 5     |
| 12º  | Markus Bösiger     | Jürg Egli               | LCR-ADM       |      |           | 4     |
| 13º  | Yoshisada Kumagaya | Trevor Hopkinson        | LCR-Endurance |      |           | 3     |
| 14º  | Mark Reddington    | Trevor Crone            | LCR-ADM       |      |           | 2     |
| 15º  | Kevin Webster      | Harry Hofsteenge        | LCR-Honda     |      |           | 1     |

## Thunderbike Trophy

### Arrivati al traguardo
| Pos. | Nº | Pilota            | Motocicletta | Giri | Tempo     | Punti |
| ---- | -- | ----------------- | ------------ | ---- | --------- | ----- |
| 1º   | 17 | Udo Mark          | Kawasaki     | 18   | 37'38.502 | 25    |
| 2º   | 3  | Fred Bayens       | Honda        | 18   | +3.449    | 20    |
| 3º   | 4  | Idalio Gavira     | Honda        | 18   | +6.612    | 16    |
| 4º   | 64 | Vittorio Scatola  | Kawasaki     | 18   | +13.346   | 13    |
| 5º   | 18 | Enrique de Juan   | Honda        | 18   | +14.696   | 11    |
| 6º   | 25 | Gilson Scudeler   | Honda        | 18   | +17.559   | 10    |
| 7º   | 26 | Yuichi Takeda     | Honda        | 18   | +21.256   | 9     |
| 8º   | 14 | Óscar Sainz       | Kawasaki     | 18   | +25.940   | 8     |
| 9º   | 1  | Yves Briguet      | Honda        | 18   | +33.361   | 7     |
| 10º  | 60 | Eric Mahé         | Honda        | 18   | +34.876   | 6     |
| 11º  | 2  | Christian Zwedorn | Honda        | 18   | +36.499   | 5     |
| 12º  | 15 | Iain MacPherson   | Honda        | 18   | +36.638   | 4     |
| 13º  | 59 | Angelo Conti      | Yamaha       | 18   | +45.842   | 3     |
| 14º  | 56 | Davide Amati      | Kawasaki     | 18   | +49.712   | 2     |
| 15º  | 62 | Matteo Colombo    | Honda        | 18   | +1'07.984 | 1     |
| 16º  | 9  | Phillip McCallen  | Honda        | 18   | +1'09.144 |       |
| 17º  | 16 | Marco Risitano    | Bimota       | 18   | +1'17.666 |       |
| 18º  | 28 | Urs Schneider     | Honda        | 18   | +1'25.942 |       |
| 19º  | 22 | Jean Foray        | Bimota       | 18   | +1'43.108 |       |
| 20º  | 27 | Theo Dietlin      | Honda        | 18   | +1'56.689 |       |

### Ritirati
| Nº | Pilota           | Motocicletta | Giri |
| -- | ---------------- | ------------ | ---- |
| 12 | Rubén Xaus       | Honda        | 17   |
| 8  | Wilco Zeelenberg | Honda        | 11   |
| 7  | Stéphane Mertens | Honda        | 11   |
| 5  | Eustaquio Gavira | Honda        | 6    |
| 21 | Cees Doorakkers  | Bimota       | 6    |
| 10 | Giovanni Bussei  | Bimota       | 5    |
| 63 | Mario Garbin     | Bimota       | 1    |